# デヤン・ルシッチ
デヤン・ルシッチ（スロベニア語: Dejan Rusič、1982年12月5日 - ）は、スロベニア、クルシュコ出身の元サッカー選手。現役時代のポジションはFW。

## 来歴
2002年、地元のクラブNKクルシュコでキャリアをスタートさせた。クルシュコでは2シーズンで47試合に出場し13得点を挙げた。2004年NKツェリェへ移籍。3年間在籍をした。2007年、ルーマニアのFCティミショアラへ移籍。自身初の海外移籍となった。2010年3月10日、ロシアのスパルタク・ナリチクへ移籍。同年3月19日、アラニア・ウラジカフカス戦でデビューをし、4月12日のルビン・カザン戦で得点をした。
7月31日、レンタル期間が終了した為ティミショアラに戻った。
2011年、サウジアラビアのアル・タアーウンFCに移籍した。

## 代表
2006年5月31日、トリニダード・トバゴ代表との親善試合でスロベニア代表デビューした。